# Sông Kiyevka
Kiyevka (tiếng Nga: Киевка) là một sông tại vùng Primorsky của Nga.
Sông có chiều dài 105 km với diện tích lưu vực là 3120 km². Sông Kiyevka khởi nguồn từ phía nam dãy Sihote-Alin và chảy vào vịnh Kiyevka của biển Nhật Bản. Các chi lưu chính của sông là Krivaya (71 km), Lazovka (54 km) và Benevka (37 km). Có tên 20 thác nước tại thác lớn Benev trên sông, đỉnh cao nhất là Ngôi sao của Primorye (20 m).
Sông được những người định cư Ukraina đặt tên là Kyiv, theo tên thủ đô của Ukraina.